# Římské fórum v Zadaru
Římské fórum v Zadaru je největší římské fórum na východní straně Jaderské moře. Nachází se v historické části chorvatského města Zadar.

## Historie

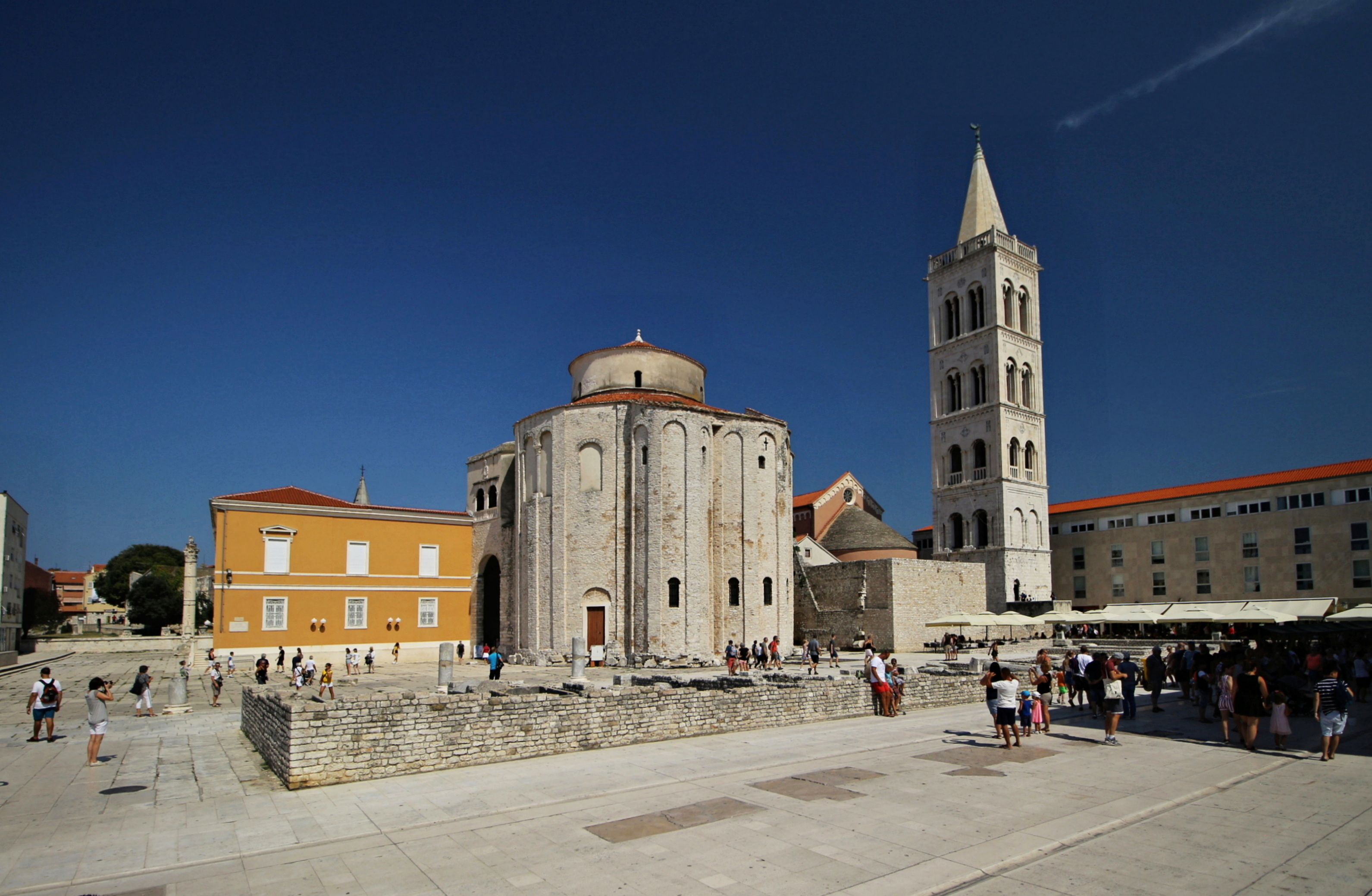
Kostel sv. Donáta v místě někdejšího zadarského fóra

Vzniklo v 1. století a sloužilo jako hlavní náměstí římského Iaderu (latinský název Zadaru), na němž se odehrával běžný život města. Iniciátorem založení fóra byl první římský císař Augustus, o čemž svědčí dva nápisy na kameni z doby dokončení ve 3. století.
Rozměry fóra jsou 90 x 45 m. Ve spodní, přízemní části bylo obklopeno verandami s galerií. Pod verandami se nacházely obchody umělecké dílny. Do dnešní doby se zachovaly pouze části schodiště, chodník a dva monumentalní sloupy, z nichž jeden se nachází na původním místě. Sloup ve středověku sloužil jako pranýř, na což odkazují také přikované řetězy. Na místě někdejšího kapitolu byly nalezeny zbytky podstavce oltáře, na němž byly vykonávány obětní obřady.
Poloha fóra dodnes představuje výchozí bod planimetrie města Zadaru. Později byl na základech fóra vybudován kostel svatého Donáta a arcibiskupský palác